# Benedyktynki misjonarki
Zgromadzenie Sióstr Benedyktynek Misjonarek (Benedyktynki Misjonarki) (łac. Congregatio Sororum Benedictinarum-Missionariarum) – żeńskie katolickie zgromadzenie zakonne założone przez Jadwigę (Józefę) Kuleszę.
Historia
Zgromadzenie zostało założone przez Jadwigę (Józefę) Kuleszę. Ok. 1912 r. otrzymała ona od bł. Kolumby Gabriel, założycielki Benedyktynek Miłości, misję założenia filii tego zgromadzenia na Podolu. Biskup Ignacy Dubowski wydał zgodę na otwarcie nowicjatu i 24 czerwca 1917 roku w Białej Cerkwi odbyły się pierwsze obłóczyny. Datę tego wydarzenia uważa się za początek nowego zgromadzenia, chociaż wówczas biskup Dubowski uważał, że jest to nowy zakon, a Jadwiga Kulesza – że tylko filia Benedyktynek Miłości. 
Charyzmat
Siostry żyją według reguły św. Benedykta, w związku z czym podstawę ich życia stanowią modlitwa i praca. Posługa apostolska koncentruje się szczególnie na dzieciach pozbawionych opieki. W związku z tym siostry prowadzą ośrodki dla dzieci upośledzonych umysłowo, szkoły specjalne, domy dziecka oraz przedszkola, ponadto opiekują się ludźmi w podeszłym wieku, wypiekają hostie i szyją szaty liturgiczne.
Formacja zakonna
Na formację zakonną składa się kandydatura (2 tygodnie), postulat (6 miesięcy-2 lata), nowicjat (2 lata), juniorat (5 lat) i formacja stała.
Strój zakonny
Strój zakonny składa się z czarnego habitu z białym kołnierzykiem, czarnego szkaplerza oraz czarnego welonu z białym podszyciem. Habit przepasany jest skórzanym paskiem, a na piersi krzyż na czarnej tasiemce. W Brazylii i Ekwadorze habit jest koloru szarego bez szkaplerza, natomiast welon jest koloru białego.
Zgromadzenie w Polsce i na świecie
Dom generalny znajduje się w Otwocku. Poza domem generalnym w Polsce domy Benedyktynek Misjonarek znajdują się w: Biłgoraju, Borkowicach, Chełmie, Ełku, Gdańsku, Grajewie, Koninie, Końskowoli, Kwidzynie, Lublinie, Łomży, Miechowie, Olsztynie, Puławach, Trąbkach, Zielonej Górze.
Zgromadzenie jest obecne w Brazylii, Ekwadorze, Polsce, USA i na Ukrainie.